# Litánia
A litánia (magyarosan: létánia, letenye) többjelentésű szó. A liturgikus szóhasználatban szoros értelemben válaszos (respondeáló) imaforma: az előimádkozó mondja vagy énekli a változó megszólításokat (invokáció), melyekre a nép azonos vagy kissé változó formulával válaszol. Legősibb formái a szentmisében az apostolok koráig követhetők. Tág értelemben könyörgő körmenet, mert nagyon alkalmas körmeneti éneknek. Már az I. orleans-i zsinat (511) ebben az értelemben is használta a szót.

## A szó eredete
Alapjelentése a görög nyelvből eredeztethető: lité, litaneia, 'könyörgés' szóból ered. A párbeszédes formájú, felszólításokból és válaszokból álló hosszú, könyörgő ima.

## Jelentései
Az egyházi íróknál különböző jelentése van. Általánosságban nyilvános/magán kérő imát jelent, amelyet a templomban, vagy akár otthon végeznek. A litániák mai felépítése: az egyház először Isten irgalmáért és kegyelmeért, azután a szentek közbenjárásáért könyörög. Kezdetük és záradékuk teljesen egyforma, kezdetben mindegyik irgalomért esedezik. Tartalma szerint az ima teljesen megfelel az egyház ez idő szerinti szükségleteinek. Folytonos harcban a sötét hatalmakkal, melyeket önerejéből leküzdeni nem bír, önkéntelenül Istenhez kiált segélyért.
Átvitt értelemben monoton, terjengős, unalmas beszédre, szövegre használatos kifejezés.

## A legismertebb litániák
A két legismertebb litánia a mindenszentek litániája (amely a legrégibb litánia és a többi litánia modellje) és a májusban imádkozott/énekelt ún. loretói litánia. A loretói litánia Szűz Máriához intézett könyörgés és ima. 